# Stand Up for Something
Stand Up for Something ist das erste Lied des Soundtracks für den Film Marshall von Reginald Hudlin, wurde von Diane Warren und dem US-amerikanischen Rapper Common geschrieben, der dies gemeinsam mit Andra Day einsang. Im Rahmen der Oscarverleihung 2018 war Stand Up for Something als bester Song nominiert.

## Entstehung
Stand Up for Something, das erste Lied des Soundtracks für den Film Marshall von Reginald Hudlin, wurde von der Grammy-, Emmy- und Golden-Globe-Gewinnerin Diane Warren und dem US-amerikanischen Rapper und Oscarpreisträger Common geschrieben und von ihm gemeinsam mit der Soul- und R&B-Sängerin Andra Day gesungen. Im Jahr 2015 war Common für Glory aus dem Film Selma gemeinsam mit John Legend mit einem Oscar ausgezeichnet worden.
Andra Day sagte über Stand Up for Something und den Film Marshall: „I was so moved by the story of Thurgood Marshall. It was an incredible honor to not only be asked to record the lead single, but also appear in the movie. I've always dreamed of working with Diane and Common, and the experience was better than I could have ever imagined. This is such an important project. I'm thankful to be a part of it.“ Warren ihrerseits meinte: „I am so honored to have worked with Andra and Common on this important song. I am more proud of this song than any other I have ever written.“

## Veröffentlichung
Der Soundtrack wurde im September 2017 von Warner Bros. Records veröffentlicht, das Lied selbst am 23. August 2017 vorab als Single. Mitte Oktober 2017 wurde auch ein Musikvideo zu dem Song veröffentlicht.
Am 9. November 2017 präsentierte Warren den Song im Rahmen der SAG-AFTRA Foundation Patron of the Artists Awards. Day und Common sangen den Song Ende November 2017 im Rahmen der Macy’s Thanksgiving Day Parade.
Andra Day und Common haben zudem unter dem Hashtag „#StandUpForSomething“ eine Bewegung gestartete, unter dem Menschen mit der Welt teilen sollen, wofür sie stehen und sich starkmachen, egal ob in Sachen soziale Ungerechtigkeit, Equality, Frauenbewegungen, das Recht auf friedliche Proteste, Bildung oder Umwelt. Day und Common  hoffen auch bei Lesern deren Aktionen ein entsprechendes Engagement zu bewirken.

## Rezeption
Für Scott Feinberg von The Hollywood Reporter ist Stand Up for Something einer der aussichtsreichsten Kandidaten in der Kategorie Bester Song bei der Oscarverleihung 2018.

## Auszeichnungen
Am 18. Dezember 2017 gab die Academy of Motion Picture Arts and Sciences bekannt, dass sich der Song in einer Vorauswahl von 70 Liedern befindet, aus der die Nominierungen in der Kategorie Bester Filmsong im Rahmen der Oscarverleihung 2018 bestimmt wurden. Der Song wurde auch im Rahmen der musikalischen Begleitung der Oscarverleihung präsentiert. Im Folgenden eine Auswahl von Nominierungen und Auszeichnungen im Rahmen bekannter Filmpreise.
Black Reel Awards 2018
- Nominierung als Bester Filmsong (Common, Andra Day und Diane Warren)[13]

Critics’ Choice Movie Awards 2018
- Nominierung als Bestes Lied[14]

Grammy Awards 2018
- Nominierung als Best Song Written For Visual Media (Common, Andra Day und Diane Warren)[15]

Hollywood Music in Media Awards 2017
- Nominierung in der Kategorie Original Song – Feature Film[16]

Hollywood Film Awards 2017
- Auszeichnung mit dem Hollywood Song Award (Common, Andra Day und Diane Warren)[17]

NAACP Image Awards 2018
- Nominierung als Beste Künstlerin (Andra Day)
- Nominierung als Bestes Duo (Andra Day feat. Common)[18]

Oscarverleihung 2018
- Nominierung als Bester Song (Lonnie Lynn und Diane Warren)

Satellite Awards 2017
- Auszeichnung als Bester Filmsong

World Soundtrack Academy Awards 2018
- Nominierung als Best Original Song written directly for a Film[19]